# An'de
An'de (kinesiska: 安德街道, 安德) är en socken i Kina. Den ligger i provinsen Shandong, i den östra delen av landet, omkring 87 kilometer nordväst om provinshuvudstaden Jinan. Antalet invånare är 45 171. Befolkningen består av 22 371 kvinnor och 22 800 män. Barn under 15 år utgör 15,0 %, vuxna 15-64 år 77 %, och äldre över 65 år 6,0 %.
Genomsnittlig årsnederbörd är 770 millimeter. Den regnigaste månaden är juli, med i genomsnitt 304 mm nederbörd, och den torraste är januari, med 5 mm nederbörd.